# Síndrome neuroléptico maligno
El síndrome neuroléptico maligno es una reacción adversa al uso de antipsicóticos y otros medicamentos o a la retirada abrupta de drogas dopaminérgicas. En pacientes psiquiátricos ambulatorios se produce un caso por cada entre 500 y 1000 pacientes tratados con neurolépticos.
Se caracteriza por disautonomía, hipertermia, rigidez, y alteración en el estado de conciencia, que puede llegar a ser mortal si no se la trata a tiempo.
Parece ser más frecuente en varones jóvenes, con el uso de neurolépticos de liberación prolongada, deshidratación, enfermedades previas de los ganglios basales y en personas con determinados polimorfismos del gen del receptor dopaminérgico D2 entre otros. Se ha descrito con casi todos los fármacos neurolépticos aunque es menos frecuente con los más recientes (los denominados atípicos). En las personas con enfermedad de Parkinson puede aparecer un cuadro parecido al reducir o suspender el tratamiento dopaminérgico habitual para esta enfermedad. 
En la gran mayoría de los casos sucede en las dos semanas siguientes tras iniciar el tratamiento o aumentar su dosis. Se conoce poco sobre la causa de este proceso. Hay claros indicios sobre la implicación de una alteración dopaminérgica cerebral pero también se ha propuesto la existencia de otras alteraciones cerebrales y a otros niveles.
No hay pruebas complementarias que confirmen el diagnóstico, aunque suelen ser útiles para descartar otros procesos y complicaciones. Sin embargo, son útiles para el diagnóstico la elevación de los enzimas musculares y la leucocitosis.
El tratamiento consiste en la retirada inmediata del fármaco desencadenante y otras medidas de soporte vital. La mortalidad es elevada pudiendo aproximarse al 20%, principalmente si se retrasa la instauración del tratamiento.

## Introducción
Es un trastorno de aparición infrecuente, observado en pacientes tratados con neurolépticos, de carácter idiosincrático grave y potencialmente fatal. Fue descripto en 1961 por Delay y Deniker como consecuencia de la administración brusca de Haloperidol con un cuadro clínico caracterizado por hipertermia, rigidez muscular y alteraciones de la conciencia. Aparece en una minoría de pacientes que han sido tratados con neurolépticos, no fue reconocido en la literatura inglesa hasta 1980 a partir de una revisión realizada por Caroff

## Epidemiología
La incidencia del síndrome neuroléptico maligno (SNM) es aproximadamente de 0.4-2.4% de los pacientes tratados con neurolépticos, siendo mayor en varones con una proporción 2:145. La existencia de un patrón constante de incidencia más elevada en varones que en mujeres es atribuida a la tendencia de los clínicos a instaurar un tratamiento más intenso en varones debido, a que los varones psicóticos son más violentos que las mujeres enfermas. La aparición de los síntomas se produce en el 66% de los casos durante la primera semana del tratamiento neuroléptico. 
El 80% de los pacientes es menor de 40 años, con una edad de máxima frecuencia entre los 25 y los 50 años y aunque el paciente típico con SNM es el adulto joven, este síndrome puede aparecer en niños y ancianos. 
El diagnóstico previo más frecuente era de esquizofrenia o trastorno bipolar. 
Aunque los neurolépticos llamados de máxima potencia (haloperidol, flufenazina) han sido los más frecuentemente asociados a la aparición del SNM, otras drogas tales como la levodopa, cocaína, clozapina, carbamazepina, amoxapina se han relacionado con la aparición del síndrome. Es más frecuente en las siguientes situaciones: 
- Asociación de varios neurolépticos
- Asociación de neurolépticos a antidepresivos tricíclicos o sales de litio
- Asociación de neurolépticos de acción retardada a agentes antiparkinsonanos
- Pacientes con síndromes cerebrales de naturaleza orgánica
- Administración parenteral de neurolépticos.

## Etiopatogenia
Las hipótesis sobre la fisiopatología del síndrome neuroléptico maligno (SNM), han girado en torno a diversas acciones reconocidas de los neurolépticos sobre el funcionamiento del sistema extrapiramidal y del hipotálamo. Una de ellas sugiere que la causa debe estar mediada por la reducción de la actividad dopaminérgica en el sistema nervioso central (SNC), afectando a los núcleos de la base y al hipotálamo. Esta teoría está sostenida por dos observaciones: 
- El síndrome está precipitado por la administración de drogas dopaminérgicas o medicación antidopaminérgica con efectos sobre el SNC, todos los neurolépticos en mayor o menor incidencia pueden inducir este síndrome.

- Se ha demostrado que la dopamina es un neurotrasmisor esencial, especialmente en las patologías del SNC que incluyen control del tono muscular y de la termorregulación, precisamente las funciones que están alteradas en el SNM.

La rigidez muscular, la akinesia, el mutismo y el temblor que caracterizan a este proceso pueden ser considerados como un desequilibrio dopaminérgico del hipotálamo.
Las anormalidades motoras son variadas, pero en general son típicas reacciones extrapiramidales parkinsonianas, comúnmente vistas como efectos colaterales de los neurolépticos. La administración de drogas tales como la bromocriptina, agonista de la dopamina, disminuye la severidad del SNM.
La hipertermia es producto del aumento de la producción endógena de calor y de la pérdida de la capacidad para disiparlo.

## Clínica
El cuadro clínico característico del síndrome neuroleptico maligno comienza con ansiedad que precede a las alteraciones de consciencia y a la aparición de la sintomatología extrapiramidal. La instauración del cuadro clínico se realiza en los primeros tres días desde el inicio del tratamiento. 
Los signos clínicos fundamentales son la hipertermia y la rigidez muscular. 
La temperatura se sitúa entre los 38.5 °C y los 40.5 °C, pero se han alcanzado valores de hasta 42 °C (hiperpirexia). La mayor parte de los autores consideran la elevación de la temperatura como un hecho esencial para el diagnóstico que distingue estos trastornos de otras reacciones adversas a los neurolépticos. 
La hipertonía muscular es descrita como rigidez plástica o en "tubo de plomo", característica de los estados extrapiramidales. 
El aumento del tono muscular de la orofaringe puede causar disartria, disfagia y sialorrea. La disminución de la distensibilidad torácica desemboca con frecuencia en hipoventilación y disnea.
Otros hallazgos comunes son las alteraciones vegetativas: taquipnea, taquicardia, diaforesis, palidez cutánea, incontinencia de esfÍnteres, hipo e hipertensión, siendo más frecuente la hipertensión. 
En algunas ocasiones acaece la muerte por colapso cardiovascular, pero no se han descrito disfunciones cardíacas específicas tales como bloqueos, atrofias o fallo cardíaco congestivo. El nivel de conciencia varía desde el estado de alerta con obnubilación y mutismo hasta el estupor y coma. 
Raramente se describen otros síntomas como: alteración de reflejos osteotendinosos, Babinski positivo, opistótonos, convulsiones generalizadas, movimientos involuntarios de tipo coreiforme, temblores o crisis oculógiras. La rabdomiólisis secundaria a la hiperpirexia y a la rigidez muscular, con cifras de CPK por encima de 10.000 U/L aparece en uno de cada tres enfermos. 
El fallo renal aparece hasta en un 30% de los casos y empeora el pronóstico del cuadro; se debe a que la mioglobinuria induce a una necrosis aguda tubular y a la deshidratación secundaria a la intensa diaforesis.
El estudio necrópsico no suele proporcionar hallazgos significativos.

## Diagnóstico
Para el diagnóstico del SNM el cuadro clínico debe cumplir bien los tres criterios diagnósticos mayores o bien dos criterios mayores y cuatro menores.
Criterios mayores: fiebre, rigidez muscular, elevación de la CPK 
Criterios menores: taquicardia, anormalidad de la tensión arterial, taquipnea, alteración de la conciencia, diaforesis, leucocitosis. 
No todos los autores coinciden en que la elevación de la CPK sea un criterio mayor. Pope y cols. diseñaron otros criterios diagnósticos, de forma que la aparición de los tres sería necesaria para la confirmación del síndrome: 
- Hipertermia: temperatura oral al menos de 37.5 °C en ausencia de etiología conocida.

- Síntomas extrapiramidales como rigidez muscular, signo de rueda dentada, sialorrea, crisis oculógiras, opistótonos, disfagia, movimientos coreiformes o disquinéticos.

- Disfunción autonómica caracterizada por dos o más de los siguientes síntomas: hipertensión arterial, taquicardia, taquipnea, diaforesis profusa e incontinencia de esfínteres.

### Hallazgos de laboratorio
Los dos hallazgos de laboratorio más consistentes son leucocitosis en un rango entre 10.000 y 40.000 mm³ (con desviación a la izquierda o sin ésta) y es frecuente encontrar elevaciones de la CPK. Las elevaciones leves son inespecíficas , ya que esta enzima se eleva con traumatismos musculares, con el ejercicio, alcoholismo etc. En el caso del SNM la elevación es secundaria a la rabdomiólisis, y vuelve a los valores normales una vez resuelto el síndrome.
Las anormalidades en los electrolitospueden incluir hipocalciemia como resultado del secuestro de calcio en los músculos, especialmente en pacientes, quienes tienen
muy altas cantidades de creatina cinasa
Otras alteraciones son probablemente derivadas de este proceso, como aumento (de mínimo a moderado) de la deshidrogenasa láctica (LDH), de la aspartato aminotransferasa
AST, de la ALT y de la fosfatasa alcalina. La función renal también puede afectarse, como consecuencia de la rabdomiólisis y la subsecuente mioglobinuria por lesión tubular renal. Esto puede incluir una disminución del aclaramiento de la creatinina, que incrementa las concentraciones de creatinina y nitrógeno ureico,  mioglobinuria

## Diagnóstico diferencial
Puesto que el SNM es un proceso potencialmente mortal, su sospecha requiere una intervención inmediata por parte del médico, pero también es importante que no se interrumpa la terapia cada vez que un paciente sometido a tratamiento neuroléptico desarrolle rigidez y un proceso febril. 
El diagnóstico diferencial habrá que hacerlo con: 
- La aparición de un proceso infeccioso del SNC en pacientes en tratamiento neuroléptico, en los cuales se pueden sumar los signos extrapiramidales secundarios a la medicación neuroléptica y los signos de la infección45.

- La catatonía letal: puede ser similar al SNM. Los pacientes con este trastorno desarrollan excitación motora, obnubilación, rigidez, fiebre, taquicardia, diaforesis, presión arterial lábil. Si ya se ha comenzado el tratamiento neuroléptico puede ser difícil realizar el diagnóstico diferencial.

- El golpe de calor: Muchos de los síntomas del golpe de calor son comunes con los del SNM, exceptuando que en éste la piel está caliente, seca, no hay sudoración y existe flacidez muscular.

- Hipertermia maligna: síndrome potencialmente fatal en el que se produce un hipermetabolismo muscular tras la administración de agentes anestésicos halogenados o relajantes musculares despolarizantes . En la Hipertermia Maligna (HM) existe rigidez de los músculos esqueléticos e incremento de la temperatura corporal hasta 43 °C. La hipertermia maligna es un trastorno genético que se desencadena tras el uso de anestésicos y se desarrolla en minutos.

- Atropinismo: por sobredosis de anticolinérgicos puede originar somnolencia y elevación de la temperatura. La diaforesis y la inestabilidad autonómica no suelen aparecer.

- Habría que realizar también diagnóstico diferencial con: el síndrome serotoninérgico (que puede aparecer cuando se utilizan inhibidores de la monoamino-oxidasa (IMAO) y fluoxetina, o IMAO y L-triptófano, IMAO y tricíclicos), la toxicidad por litio, síndrome anticolinérgico central, estatus epiléptico, encefalopatía tóxica etc.

## Tratamiento
La primera medida terapéutica que debemos tomar es la supresión de la medicación neuroléptica; en segundo lugar las medidas de soporte que incluyen la disminución de la temperatura elevada mediante el empleo de medios físicos o farmacológicos. La hipotensión arterial, cuando se presenta, suele ser secundaria a la deshidratación y precisa reposición de líquidos y el uso de drogas vasoactivas como la noradrenalina.
La monitorización de las funciones respiratoria, cardíaca y renal es aconsejable y se puede precisar el apoyo ventilatorio y el empleo de diálisis en ocasiones es necesario debido a la insuficiencia renal, aunque se debe tener presente que los neurolépticos no son drogas dializables debido a su fuerte unión a las proteínas sanguíneas. 
En muchos casos el tratamiento de soporte es suficiente y el síndrome tiende a evolucionar espontáneamente hacia la curación sin secuelas , pero la letalidad potencial del síndrome ha hecho que muchos investigadores estudiaran la posibilidad de un tratamiento activo. Entre los compuestos farmacológicos usados encontramos: 
- Los anticolinérgicos: fueron los primeros utilizados con el fin de prevenir y tratar los síntomas extrapiramidales secundarios a la administración de los neurolépticos. Los resultados son discutibles, no previenen la aparición del síndrome ni modifican su evolución una vez instaurado, lo que ha conducido a su abandono.

- El Dantroleno sódico, derivado de la hidantoína, es un relajante de la musculatura esquelética de acción directa ha demostrado su utilidad en el SNM logrando una rápida disminución de la rigidez muscular, temperatura corporal y otrs síntomas.

- Las Benzodiacepinas por disminuir la ansiedad, la agitación son esenciales para prevenir el agotamiento físico.

- La Clozapina: antipsicótico con mayor acción sobre los receptores dopaminérgicos tipo 4, se utiliza para restaurar la medicación neuroléptica.

## Evolución y complicaciones
Una vez suspendida la medicación neuroléptica e iniciado el tratamiento de soporte, el curso natural de la enfermedad es hacia la mejoría, con fluctuaciones en la clínica y en los datos analíticos. 
Entre las complicaciones descritas podemos citar como más frecuentes: 
- Insuficiencia renal aguda secundaria a la rabdomiólisis y a la mioglobinuria.

- Fallo respiratorio agudo secundario a neumonía, embolismo pulmonar, broncoaspiración, SDRA, neumotórax o neumomediastino.

- Complicaciones tales como fallo hepático, fallo cardíaco, convulsiones, coagulación intravascular diseminada aparecen con menor frecuencia pero ensombrecen el pronóstico.

La mortalidad en décadas pasadas era del 20-30%. Esta cifra ha descendido de forma considerable; entre los factores que han contribuido al descenso destacaremos la familiaridad que en la actualidad tiene el SNM entre los clínicos, así como la indicación del tratamiento hospitalario. 
Las causas de muerte más frecuentes son: fallo cardíaco, neumonía, embolismo pulmonar, sepsis, y fallo hepato-renal.

## Recidiva
La mayoría de los autores están de acuerdo en que las recidivas se deben a una instauración precoz de los neurolépticos; éstos no deben ser utilizados durante las dos semanas siguientes a la resolución clínica del SNM. La utilización de neurolépticos de escasa potencia, a dosis bajas y la asociación de medicación antiparkinsoniana han sido algunas de las recomendaciones para la prevención del síndrome. En pacientes que hayan experimentado reacciones extrapiramidales con tratamientos neurolépticos previos, el tratamiento debe instaurarse con suma precaución.